# Albi di Rat-Man (rivista)
Lista degli albi della serie Rat-Man, serie a fumetti autoprodotta in cui vennero pubblicate le prime storie di Rat-Man, il supereroe creato da Leo Ortolani.

## Albi
| Numero                    | Data           | Storie                                                       | Note                                                 |
| ------------------------- | -------------- | ------------------------------------------------------------ | ---------------------------------------------------- |
| Rat-Man 1                 | novembre 1995  | Rat-Man contro il Ragno!                                     |                                                      |
| Rat-Man 2                 | gennaio 1996   | La minaccia verde!                                           |                                                      |
| Rat-Man 3                 | marzo 1996     | Dal futuro!                                                  | Ristampa riveduta e corretta                         |
| Rat-Man Speciale Origini! | marzo 1996     | Le sconvolgenti origini del Rat-Man Tòpin! The Wonder Mouse! | Entrambe le storie sono ristampe rivedute e corrette |
| Rat-Man 4                 | maggio 1996    | La Gatta!                                                    |                                                      |
| Rat-Man 5                 | luglio 1996    | Week-end di torrone                                          |                                                      |
| Rat-Man 6                 | settembre 1996 | L'araldo!                                                    |                                                      |
| Rat-Man 7                 | novembre 1996  | Il ritorno!                                                  | Inizio della "Trilogia della Squadra Segreta"        |
| Rat-Man 8                 | dicembre 1996  | La squadra segreta                                           | Seconda parte della "Trilogia della squadra segreta" |
| Rat-Man 9                 | marzo 1997     | L'ultimo segreto                                             | Fine della "Trilogia della Squadra Segreta"          |
| Rat-Man 10                | maggio 1997    | L'Incredibile Ik!                                            |                                                      |
| Rat-Man 11                | luglio 1997    | The R-File!                                                  |                                                      |
| Rat-Man 12                | settembre 1997 | Il grande Ratzinga!                                          |                                                      |